# جایزه ولادیمیر نازور
جایزه ولادیمیر نازور (کرواتی: Nagrada Vladimir Nazor) جایزه‌ای هنری است که هر ساله از سوی وزارت فرهنگ کرواسی به هنرمندان این کشور اهدا می‌شود. این جایزه در سال ۱۹۵۹ به افتخار ولادیمیر نازور، شاعر و سیاست‌مدار کروات نام‌گذاری شده‌است.
از سال ۲۰۱۶، جوایز ولادیمیر نازور به ۶ حوزه معماری و شهرگرایی، فیلم، ادبیات، هنرهای تجسمی و هنرهای کاربردی، تئاتر و موسیقی اختصاص داده شده‌است. هر ساله در هر یک از این حوزه‌ها دو جایزه اهدا می‌شود که یکی همان جایزه سالیانه و دیگری جایزه تقدیر از یک عمر فعالیت هنری است. اسامی برندگان هر ساله در تاریخ ۱۹ ژوئن، روز مرگ ولادیمیر نازور، اعلام می‌شود.